# Elatostema densistriolatum
Elatostema densistriolatum är en nässelväxtart som beskrevs av Wen Tsai Wang och Z.Y.Wu. Elatostema densistriolatum ingår i släktet Elatostema och familjen nässelväxter. Inga underarter finns listade i Catalogue of Life.